# Atentatul de la Shenzhen din 2024
La 18 septembrie 2024, un chinez a înjunghiat cu un cuțit un elev japonez în vârstă de zece ani în apropierea Școlii Japoneze din Shenzhen⁠(d), Guangdong, China. Presupusul atacator, un bărbat în vârstă de 44 de ani pe nume Zhong, a fost arestat, în timp ce băiatul a murit din cauza rănilor în ziua următoare. Violențe împotriva străinilor în China au avut loc anterior în 2024, determinând unii observatori să își exprime îngrijorarea că sentimentul naționalist⁠(d) ar fi putut contribui la aceste incidente.

## Context
Există multe companii japoneze în Shenzhen, un centru de înaltă tehnologie în China. În 2008, a fost deschisă Școala Japoneză din Shenzhen⁠(d) pentru elevii din clasele primare și gimnaziale. Potrivit The Asahi Shimbun⁠(d), părinții și copiii japonezi merg adesea împreună la școală, deoarece mulți dintre ei locuiesc în apropiere.
Două atacuri împotriva străinilor au avut loc în China în iunie 2024. Un bărbat a înjunghiat patru profesori americani⁠(zh)[traduceți] în orașul Jilin. Într-un incident separat, un alt bărbat a atacat o mamă japoneză și pe fiul acesteia în Suzhou, provocând moartea unei chinezoaice care a încercat să îl oprească. După atacul din Suzhou, companiile chineze de internet au promis să reducă conținutul extremist de pe internetul chinez.
18 septembrie este aniversarea incidentului Mukden, o operațiune sub steag fals din 1931 și pretext pentru invazia Japoniei în regiunea Manciuria din China.

## Atacul
La 18 septembrie 2024, în jurul orei 8 dimineața, un bărbat a înjunghiat un băiat japonez în abdomen în drum spre Școala Japoneză din Shenzhen. Atacul a avut loc pe o stradă aflată la 200 de metri de școală. Un bărbat suspect în vârstă de 44 de ani, pe nume Zhong (钟) a fost arestat la fața locului.  Potrivit Ministerului de Externe al Chinei⁠(d), băiatul era cetățean japonez, cu tată japonez și mamă chineză. Poliția a declarat că băiatul se numea Shen (沈). Kyodo News⁠(d) a raportat că băiatul era cu mama sa în momentul atacului. Băiatul a fost dus la Spitalul Qianhai Shekou Free Trade Zone⁠(zh)[traduceți]  (深圳市前海蛇口自贸区医院) cu răni grave și a murit în dimineața zilei de 19 septembrie.

## Urmările
La 19 septembrie, locuitorii din Shenzhen au depus flori la școală și au adus un omagiu celui decedat. Un grup de chinezi din Japonia⁠(d) a organizat, de asemenea, o veghe pentru a-l plânge pe băiat. Ministerul chinez de Externe și-a exprimat durerea și a prezentat condoleanțele sale familiei băiatului.
Suspectul Zhong a fost reținut de poliția din Shenzhen. Oficialii au stabilit că atacul a fost un incident sporadic și a fost comis de o singură persoană. Potrivit unei declarații a Biroului Municipal de Securitate Publică din Shenzhen din 20 septembrie, Zhong este un bărbat în vârstă de 44 de ani fără ocupație fixă. El a fost interogat de poliție în 2015 pentru că ar fi deteriorat proprietatea publică și reținut în 2019 pentru tulburarea liniștii publice.
În ziua în care a avut loc atacul, Masataka Okano⁠(jp)[traduceți], viceministrul de externe al Japoniei, l-a convocat pe ambasadorul Chinei în Japonia, Wu Jianghao⁠(d). Kenji Kanasugi⁠(jp)[traduceți], ambasadorul Japoniei în China, a cerut administrației chineze să protejeze rezidenții japonezi. Lin Jian⁠(d), purtătorul de cuvânt al Ministerului Afacerilor Externe⁠(d) al Chinei, s-a angajat să continue să „ia măsuri eficiente pentru a proteja siguranța tuturor străinilor”.
La o zi după atac, prim-ministrul Japoniei, Fumio Kishida, a condamnat crima și a „cerut cu fermitate” o explicație din partea părții chineze. Purtătorul de cuvânt chinez, Lin Jian, a declarat că partea chineză va oferi „asistența necesară” familiei băiatului, dar a numit incidentul „un caz individual” care se poate întâmpla „în orice țară”. La 22 septembrie, ministrul de stat pentru afaceri externe al Japoniei, Yoshifumi Tsuge⁠(d), s-a deplasat la Beijing pentru trei zile în legătură cu decesul.
Potrivit CNN, anumiți naționaliști chinezi extremiști au susținut că Japonia a înscenat atacul, iar unii au pus la îndoială existența școlilor japoneze în China. Pe măsură ce incidentul a atras atenția pe internetul chinez, cenzorii⁠(d) au eliminat articolele care făceau referire la surse media japoneze, care furnizau mai multe detalii decât scurtele declarații ale Ministerului de Externe al Chinei și ale poliției din Shenzhen.
După atac, doi profesori de drept din Beijing au scris o postare WeChat care le cerea oamenilor să evite comiterea de acte violente în numele patriotismului. Mulți cititori au redistribuit postarea, dar aceasta a fost în cele din urmă eliminată.
La 24 septembrie, o scrisoare presupusă a fi scrisă de tatăl băiatului a fost publicată online înainte de a fi retrasă. În scrisoare se spunea că el nu urăște nici China, nici Japonia pentru cele întâmplate și că dorește să prevină o tragedie similară.
La 25 septembrie, Kenichi Okada, consulul general al Japoniei în Hong Kong, a declarat că securitatea tuturor școlilor japoneze din Hong Kong a fost sporită ca măsură de precauție.

## Impact
Înjunghierea a stârnit îngrijorare în rândul comunităților japoneze din China. Ca răspuns, unele școli japoneze din China au contactat părinții, sfătuindu-i să manifeste prudență sporită. Marile firme japoneze care operează în China și-au avertizat, de asemenea, lucrătorii să fie vigilenți.
După atac, alte școli japoneze din China și-au sporit măsurile de precauție, Școala Japoneză din Shenzhen a fost închisă timp de o săptămână, iar Școala Japoneză din Shanghai⁠(d) le-a permis elevilor să rămână acasă. Școala Japoneză din Guangzhou⁠(d) și Școala Japoneză din Beijing⁠(d) au întrerupt activitățile extracurriculare la 18 septembrie și le-au reamintit elevilor și părinților să reducă numărul de ieșiri inutile și să nu vorbească japoneza cu voce tare în exterior. Ambasada Japoniei în China⁠(d) a trimis un aviz de siguranță tuturor japonezilor din China. China și-a sfătuit, de asemenea, cetățenii aflați în Japonia să ia măsuri de precauție.
Potrivit BBC, gigantul de electronice Panasonic ar permite angajaților și familiilor acestora să se întoarcă temporar în Japonia pe cheltuiala companiei, afirmând că va „acorda prioritate siguranței și sănătății angajaților”. În mod similar, Toyota a promis că își va informa și sprijini personalul japonez expatriat cu privire la situație.
În Tokyo, a fost organizată o veghe la lumina lumânărilor pe 19 septembrie. Un grup de activiști a început o campanie pentru comemorarea băiatului. Ca răspuns la incident, au existat grupuri de chinezi care au criticat curentele de ultranaționalism și atitudinile anti-străini.